# Харківський національний університет радіоелектроніки
Харківський національний університет радіоелектроніки (ХНУРЕ) — Заклад вищої освіти в Україні, IV рівня акредитації, у якому зосереджені практично усі спеціальності, пов'язані з інформаційними технологіями, радіотехнікою та електронікою.

## Історія
1930 року на базі будівельного факультету Харківського політехнічного інституту (ХПІ) і архітектурного факультету Харківського художнього інституту заснований вищий навчальний заклад Харківський інженерно-будівельний інститут (ХІБІ).
1934 року до складу ХІБІ увійшли Харківський геодезичний інститут і Науково-дослідний інститут геодезії і картографії.
1941 року в інституті навчалося 1734 студента, заняття проводили близько 200 викладачів на 4-х факультетах:
- архітектурному;
- будівельному;
- сантехнічному;
- геодезичному.

ХІБІ був перетворений у Харківський гірничо-індустріальний інститут вугільної промисловості СРСР (ХГІІ) у 1944 році. Факультети: машинобудівний (2 фахи: гірниче машинобудування і технологія машинобудування); гірничо-електромеханічний; промислового транспорту.
1947 року Харківський гірничо-індустріальний інститут став Харківським гірничим інститутом мінвузу СРСР. Заняття проводилися на 4-х факультетах:
- гірничому;
- шахтобудівельному;
- гірничо-електромеханічному;
- промислового транспорту.

1962 року ХГІІ був перетворений на Харківський інститут гірничого машинобудування, автоматики й обчислювальної техніки (ХІГМАОТ). Факультети:
- автоматизація виробничих процесів у гірничій промисловості;
- радіотехнічний;
- гірничого машинобудування.

1966 року ХІГМАОТ був перейменований у Харківський інститут радіоелектроніки (ХІРЕ). Факультети у 1966 році: автоматики; обчислювальної техніки; радіотехнічний; радіофізичний; електроніки; гірничого машинобудування. 1972 року змінилися назви факультетів: систем керування; конструювання радіоапаратури; радіотехнічний; обчислювальної техніки; електроніки.
На початку 1970-х років ХІРЕ готував інженерів по 7-ми фахах:
- автоматики і телемеханіки;
- математичні й обчислювально-вирішальні устрої;
- електронні прилади;
- промислова електроніка;
- радіофізика й електроніка;
- радіотехніка;
- конструювання і технологія виробництва радіоапаратури.

1981 року інститут нагороджено орденом Трудового Червоного Прапора, а в 1982 році йому присвоєно ім'я академіка М. К. Янгеля.
1993 року Харківський інститут радіоелектроніки перетворений у Харківський Державний Технічний Університет Радіоелектроніки (ХДТУРЕ).
Указом Президента України № 591 від 07.08.2001 р. присвоєно статус національного. Теперішня назва Харківський національний університет радіоелектроніки. В університеті навчаються більше 8 тисяч студентів.
На честь університету названа мала планета 10681 ХТУРЕ.

## Корпуси та кампуси
До матеріально-технічної бази університету належить 10 навчальних корпусів та 8 студентських гуртожитків. У навчальних корпусах розташовані лекційні аудиторії, лабораторії, комп'ютерні класи, інформаційно-обчислювальний центр. В університеті функціюють різноманітні лабораторій:
- У науково-дослідній лабораторії «Фотоніка» досліджуються: фотоніка, нанофотоніка, лазерна техніка та нелінійні динамічні системи[4].
- У навчально-науковій лабораторії інтелектуальних програмно-апаратних систем (ІПАС) досліджують сучасні методи, моделі й засоби для створення програмно-апаратних систем з інтелектуальними функціями[5].
- Лабораторія «Hardware Software design and test» проводить навчально-наукову роботу з фірмами США (Aldec, Intel, Microsoft), Європи.
- Навчально-наукова лабораторія «Відеокоммунікаційних технологій та систем» забезпечує навчальний процес технічними засобами для проведення відеоконференцій та міжнародних навчальних проектів; здійснює дослідження в галузі передачі, обробки та захисту мультимедійної інформації.
- Лабораторія сучасних інформаційних технологій «Академія Microsoft».
- Лабораторія «Бізнес-інкубатор» (Innovation Ideas Incubator) при відділі практики.
- Лабораторія EduNet фірми Phoenix Contact.
- Лабораторія GISLAB з розробки геоінформаційних систем та комп'ютерної графіки.

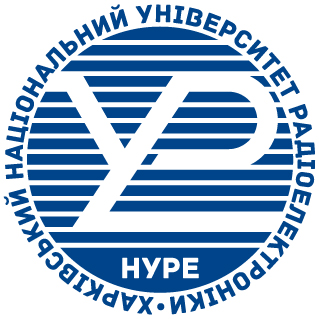
Логотип ХНУРЕ, що використовувався до 2016 року

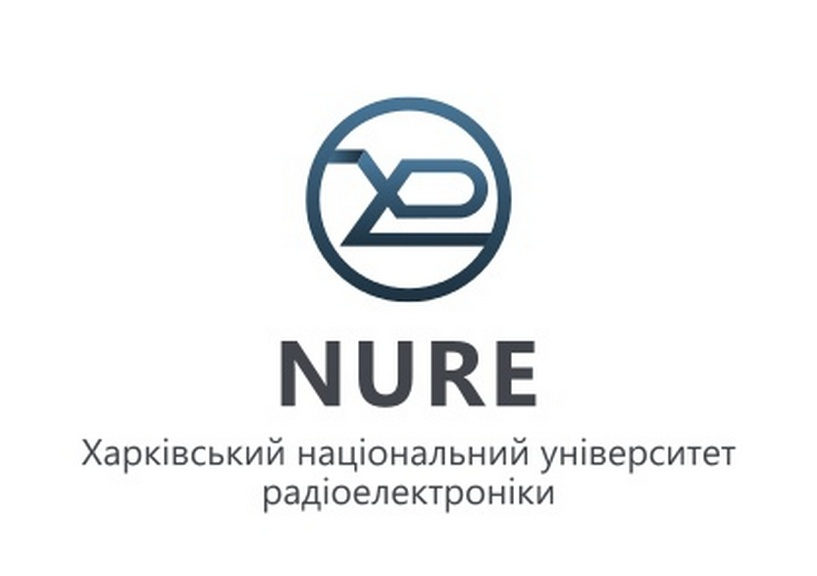
Логотип ХНУРЕ з 2016 року

«Центр-Кар'єра» допомагає студентам і випускникам створити і ефективно виконати особистий план розвитку професійної кар'єри.
Наукова бібліотека ХНУРЕ забезпечує студентів і працівників університету навчальною, науково-методичною й науково-технічною літературою, інформацією в друкованому та електронному вигляді, доступом до наукометричних баз даних, має комп'ютерний читальний зал з відкритим доступом до Інтернету.
Центр технологій дистанційного навчання здійснює дослідження і розробку новітніх комп'ютеризованих технологій дистанційного навчання та їх впровадження в навчальний процес.
Навчально-технічний телевізійний центр здійснює створення й реалізацію навчальних, наукових, розважальних, рекламних теле- і радіопрограм та продуктів.
Центр інформаційних систем та технологій здійснює супровід освітнього процесу на базі сучасних технологій.
Навчально-науковий центр заочної форми навчання здійснює підготовку студентів заочної форми навчання за 12 спеціальностями напрямків: радіотехніка, телекомунікації, електроніка, електронні апарати, комп'ютерна інженерія, економіка і менеджмент, видавничо-поліграфічна справа.
Відділ міжнародного співробітництва, зовнішніх зв'язків та маркетингу.

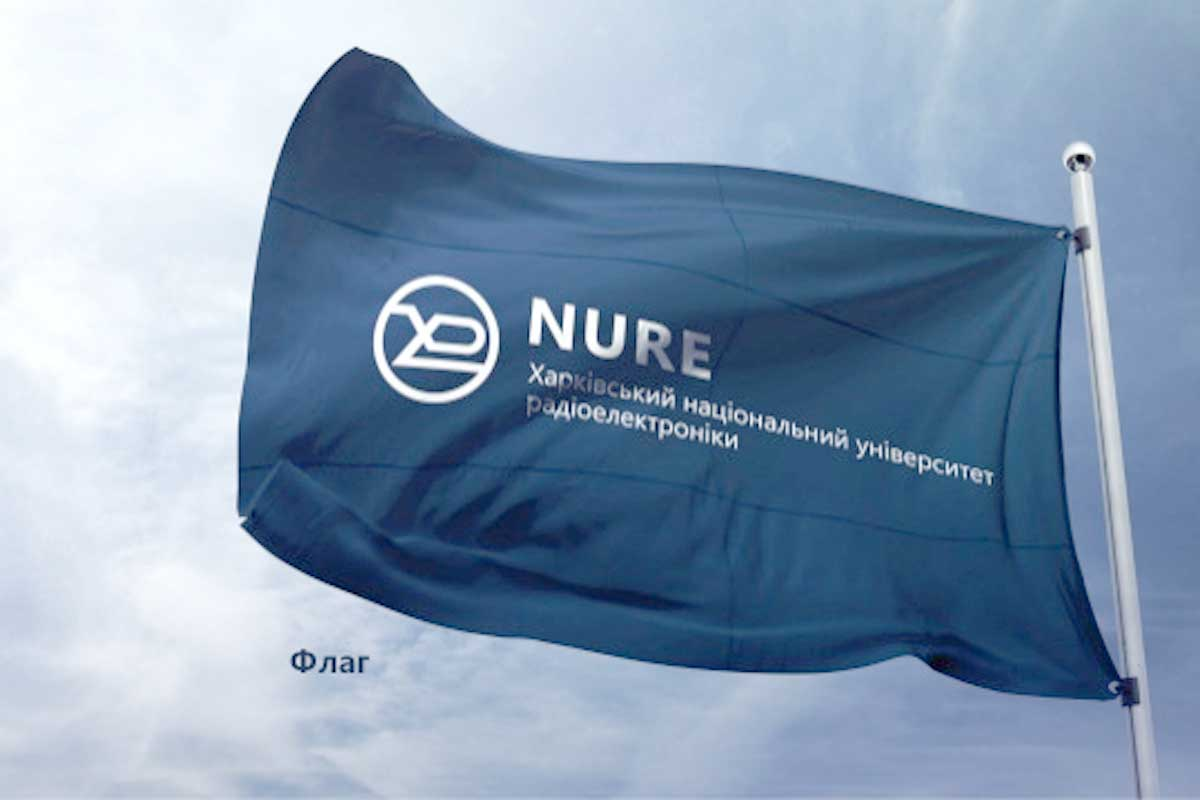
Прапор ХНУРЕ з 2016 р.

Навчально-науковий видавничо-поліграфічний центр.
Відділ аспірантури і докторантури здійснює підготовку докторів наук та докторів філософії за 14 спеціальностями.
Центр науково-технічної творчості молоді.
Академія наук прикладної радіоелектроніки.
Центр кафедри фізичного виховання та спорту.
Їдальні, кафе, буфети.
Центр довузівської підготовки.
Соціально-психологічна служба.
Центр гендерної освіти.

## Факультети та кафедри університету
- Факультет комп'ютерних наук (КН)[11]

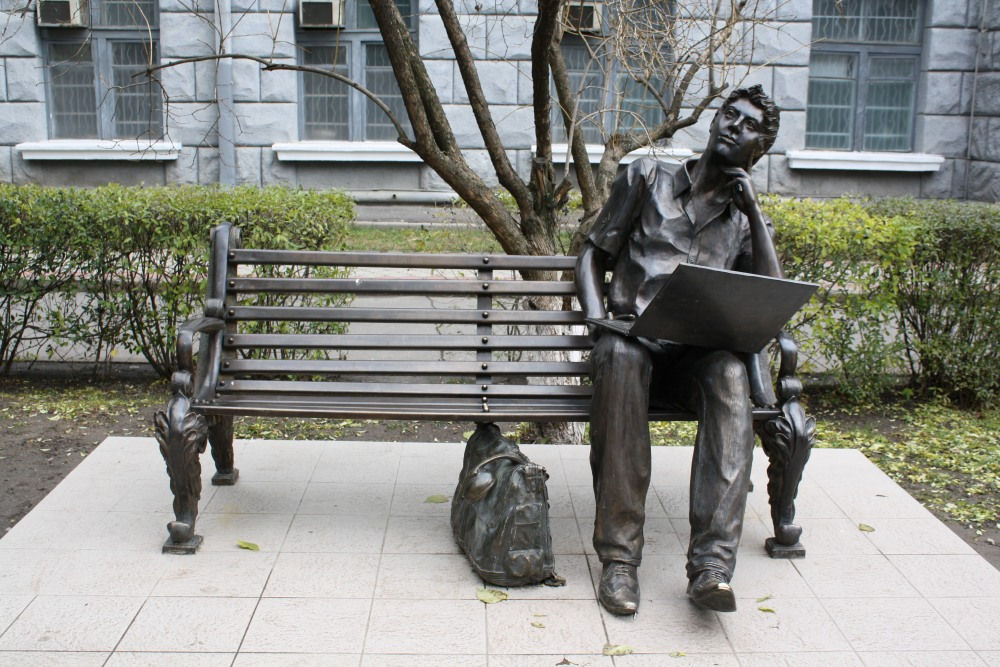
Пам'ятник студенту-програмісту

Свідоцтво про присвоєння назви ХТУРЕ малій планеті

- - Кафедра інформаційних управляючих систем[12][13]
  - Кафедра системотехніки[14][15]
  - Кафедра програмної інженерії[16][17]
  - Кафедра штучного інтелекту[18][19]
  - Кафедра медіасистем і технологій[20][21]
- Факультет комп'ютерної інженерії та управління (КІУ)[22][23]
  - Кафедра електронно-обчислювальних машин (ЕОМ)[24][25]
  - Кафедра автоматизації проектування обчислювальної техніки (АПОТ)[26][27]
  - Кафедра безпеки інформаційних технологій (БІТ)[28][29]
  - Кафедра комп’ютерних інтелектуальних технологій та систем (КІТС)[30][31]
  - Кафедра філософії[32][33]
  - Кафедра українознавства[34][35]
- Факультет інформаційно-аналітичних технологій та менеджменту (ITM)[36]
  - Кафедра прикладної математики (ПМ)[37][38]
  - Кафедра інформатики (ІНФ)[39][40]
  - Кафедра економічної кібернетики та управління економічною безпекою (ЕК)[41][42]
  - Кафедра вищої математики (ВМ)[43][44]
  - Кафедра природознавчих наук[45][46]
- Факультет інформаційних радіотехнологій та технічного захисту інформації (ІРТЗІ)[47]
  - Кафедра комп'ютерної радіоінженерії та систем технічного захисту інформації (КРіСТЗІ)[48][49]
  - Кафедра радіотехнологій інформаційно-комуникаційних систем (РТІКС)[50][51]
  - Кафедра медіаінженерії та інформаційних радіоелектронних систем (МІРЕС)[52][53]
  - Кафедра мікропроцесорних технологій і систем (МТС)[54][55]
  - Кафедра іноземних мов (ІМ)[56][57]
- Факультет інфокомунікацій (ІК)[58]
  - Кафедра інфокомунікаційної інженерії імені В. В. Поповського (ІКІ)[59][60]
  - Кафедра інформаційно-мережної інженерії (ІМІ)[61][62]
  - Кафедра метрології та технічної експертизи (МТЕ)[63][64]
  - Кафедра мовної підготовки[65][66]
- Факультет автоматики і комп'ютеризованих технологій (АКТ)[67]
  - Кафедра проектування та експлуатації електронних апаратів (ПЕЕА)[68][69]
  - Кафедра комп'ютерно-інтегрованих технологій, автоматизації та мехатроніки (КІТАМ)[70][71]
  - Кафедра фізики[72][73]
  - Кафедра охорони праці (ОП)[74][75]
- Факультет електронної та біомедичної інженерії (ЕЛБІ)[76]
  - Кафедра мікроелектроніки, електронних приладів та пристроїв (МЕПП)[77][78]
  - Кафедра фізичних основ електронної техніки (ФОЕТ)[79][80]
  - Кафедра біомедичної інженерії (БМІ)[81][82]
  - Кафедра фізичного виховання та спорту (ФВС)[83][84]

## Галузі знань
Університет здійснює підготовку в таких галузях знань:
- Інформаційні технології;
- Автоматизація та приладобудування;
- Хімічна та біоінженерія;
- Електроніка та телекомунікації;
- Виробництво та технології.

## Науково-дослідна робота
На базі ХНУРЕ працює низка науково-дослідних лабораторій. Проводяться наукові дослідження як по фундаментальним так і по науково-прикладним напрямам. Діє 30 наукових шкіл:
- телекомунікаційних систем;
- медичного приладобудування та медичних мікропроцесорних систем;
- проектування та діагностики обчислювальних систем та мереж;
- проектування та технічної діагностики цифрових систем на кристалах, комп'ютерів та мереж;
- метеорної радіолокації[88];
- методології, методів та інформаційних технологій розробки інтегрованих та Web-базованих інформаційних систем[88];
- системного аналізу, прийняття рішень та математичного моделюванняв соціально-економічних системах;
- інтелектуальної обробки інформації;
- радіохвильової й інфрачервоної діагностики матеріалів, середовищ і об'єктів[88];
- прикладної електродинаміки;
- біоніки інтелекту[88];
- ноосферної методології та технології вирішення проблем управління знаннями та конкурентної розвідки;
- дистанційних методів зондування атмосфери акустичними та електромагнітними хвилями;
- методів нормалізації, розпізнавання, аналізу та обробки зображень у системах комп'ютерного зору;
- теплових методів неруйнівного контролю якості матеріалів та виробів: дефектоскопії, дефектометрії та томографії;
- гібридних систем обчислювального інтелекту для аналізу даних, обробки інформації та керування.

У ХНУРЕ працюють спеціалізовані вчені ради із захисту дисертацій. В аспірантурі Університету навчаються українські та іноземні здобувачі.
Наукові видання:
- «Біоніка інтелекту»[90];
- «Радіоелектроніка та інформатика»[91][92];
- «Прикладна радіоелектроніка»[93][94];
- «Метрологія та прилади»[95];
- «Сучасний стан наукових досліджень і технологій в промисловості»[96];
- «Радіотехніка»[97][98];
- «Новий колегіум»[99][100];
- «Проблеми телекомунікацій»[101][102].

## Ректори
- Вікутан Абрам Данилович (1931—1933)
- Крол Семен Львович (1933—1937)

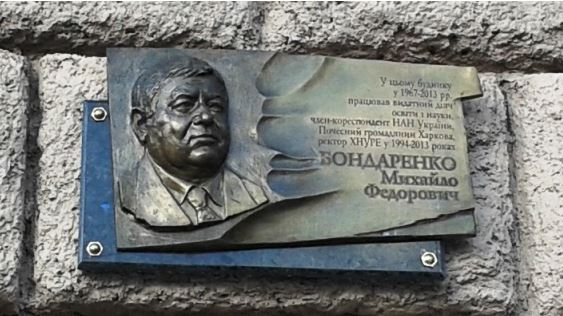
Пам'ятна дошка на фасаді ХНУРЕ Бондаренко Михайло Федорович

- Блінов Володимир Васильович (1937—1941)
- Лукін Григорій Григорович (1944—1952)
- Коржик Михайло Васильович (1952—1956)
- Ємельянов Дмитро Сидорович (1956—1963)
- Терещенко Олексій Іванович (1963—1965)
- Рвачов Володимир Логвинович (1965—1966)
- Новіков Всеволод Георгійович (1966—1983)
- Свиридов Валентин Вікторович (1984—1994)
- Бондаренко Михайло Федорович (1994—2013)
- т.в.о. Рубін Едуард Юхимович (25.11.2015 — 20.12.2016)[103]
- Семенець Валерій Васильович[104]
- Рубан Ігор Вікторович (в.о. з 21.06.2022 до 2025, ректор з 2025)[105][106]

## Почесні доктори
- Айзенберг Ігор Наумович[107][108]
- Гласмахер Біргіт[109][110].
- Гіршфельд Анатолій Мусійович
- Дудкін Сергій Анатолійович
- Зубко Віктор Іванович
- Кашуба Світлана[111][112]
- Карлссон Андерс[113]
- Маслов Петро Миколайович
- Махонін Борис Володимирович
- Салигін Валерій Іванович
- Северинський Олександр Якович
- Сергієнко Іван Васильович (академік)
- Собчак-Міхайловська Мажена[111][112]

## Відомі науковці
- Аврунін Олег Григорович
- Бих Анатолій Іванович
- Бодянський Євгеній Володимирович
- Бондаренко Михайло Федорович
- Гарбузов Юлій Вікторович
- Єрохін Андрій Леонідович
- Іванченко Євтихій Якович
- Кащеєв Борис Леонідович
- Лемешко Олександр Віталійович
- Литвинова Євгенія Іванівна
- Мачехін Юрій Павлович
- Нерух Олександр Георгійович
- Огороднейчук Іван Пилипович
- Палагін Віктор Андрійович
- Петров Едуард Георгійович
- Поповський Володимир Володимирович
- Путятін Євгеній Петрович
- Рубан Ігор Вікторович
- Семенець Валерій Васильович
- Тевяшев Андрій Дмитрович
- Філатов Валентин Олександрович
- Хаханов Володимир Іванович
- Шабанов-Кушнаренко Юрій Петрович
- Шифрін Яків Соломонович

## Відомі випускники
- Верещак Олександр Петрович — фахівець у галузі радіотехніки, доктор технічних наук, професор, лауреат державної премії України в галузі науки і техніки, заслужений машинобудівник України.
- Дулуб Валентин Григорович — Перший заступник голови Харківської обласної державної адміністрації.
- Дьомін Олег Олексійович — Надзвичайний і Повноважний Посол України в Китайській Народній Республіці.
- Савін Євген Євгенович — заступник голови Харківської обласної державної адміністрації.
- Северинський Олександр Якович — президент ТОВ «Fuelcor» (Маямі, США), почесний голова «Paice» (Балтимор, США), власник-керівник фірми «Ferme STE-Valentine» (Шовілл, Канада), співзасновник фірми «AtomNet», запрошений професор університету штату Меріленд, Коледж-парк (США).
- Салигін Валерій Іванович — директор Міжнародного інституту енергетичної політики й дипломатії Московського державного інституту міжнародних відносин Міністерства закордонних справ РФ[114], Віце-Президент міжнародної Академії ПЕК.
- Гіршфельд Анатолій Мусійович;— засновник та генеральний директор АТ «Українська промислова енергетична компанія».
- Зубко Віктор Іванович — заступник генерального директора науково-дослідного інституту приладобудування ім. В. В. Тихомирова.
- Леліченко Микола Гордійович — заступник голови Держплану УРСР
- Маслов Петро Миколайович — засновник та президент ТОВ «Севергазмонтаж». Випускник радіотехнічного факультету (1987 р.).
- Махонін Борис Володимирович — генеральний директор ЗАТ «СМУ-10-Спецмонтажавтоматика», співпрацює із провідними вітчизняними і світовими будівельно-монтажними фірмами.

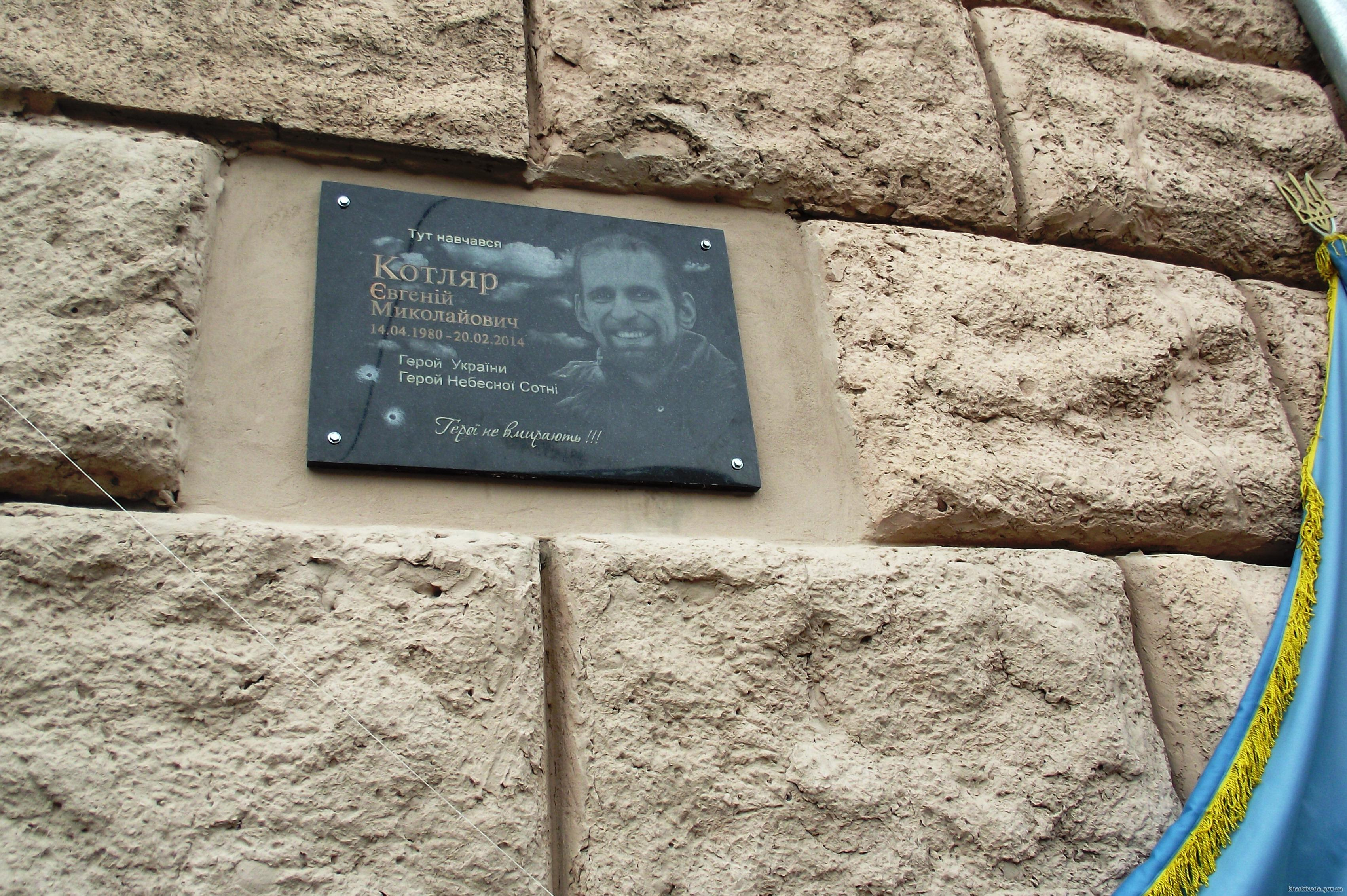
Пам'ятна дошка Котляру Євгенію Миколайовичу, герою Небесної сотні

- Анікєєв Юрій Володимирович — український спортсмен, чемпіон світу із шашок.
- Дурнєв Олексій Сергійович — український телеведучий.
- Скворцова Ольга Борисівна  — українська співачка, кандидат технічних наук, доцент.
- Мінаков Станіслав Олександрович — російськомовний український поет, прозаїк, есеїст, перекладач, публіцист.
- Цапенко (Digo) Андрій — український музичний techno продюсер, відомий як Digo.
- Кошелєва Альона Володимирівна — народний депутат України 8-го скликання від Радикальної партії Олега Ляшка.
- Котляр Євген Миколайович — активіст Євромайдану, герой Небесної сотні.
- Авраменко Валерій Павлович — електромеханік, доктор технічних наук (1988), професор (1991).
- Сєдишев Юрій Миколайович — доктор технічних наук, професор, заслужений діяч науки і техніки України, академік Академії наук прикладної радіоелектроніки.

## Нагороди та репутація
Перше місце серед технічних університетів України за результатами рейтингу, складеного МОН молоді та спорту України (матеріали газети «Освіта України» № 26 (1295) від 25 червня 2012 р. та сайту http://euroosvita.net)
Наприкінці січня 2016 року ХНУРЕ увійшов до списку 12 найкрасивіших вищих навчальних закладів України за версією туристичного порталу «IGotoWorld.com», посівши 10 місце. Відзначено, що будівля головного корпусу університету «справляє враження вельми величної споруди».
У рейтингу Times Higher Education World University Rankings 2025 ХНУРЕ зайняв позицію у групі 1501+.
По Комп’ютерним наукам ХНУРЕ посів позицію у групі 801-1000 у предметних рейтингах Times Higher Education .
По Інженерії та технології ХНУРЕ посів позицію у групі 1001+ у предметних рейтингах Times Higher Education.
ХНУРЕ увійшов до групи 1001-1500 у рейтингу Times Higher Education Impact Rankings 2024.
У світовому рейтингу найкращих університетів світу від британського консалтингового агентства Quacquarelli Symonds QS World University Rankings 2025 ХНУРЕ зайняв позицію у групі 1201-1400.
У регіональному рейтингу QS Europe 2025 ХНУРЕ зайняв 487 позицію.
У предметному рейтингу QS по Комп'ютерним наукам QS WUR Ranking By Subject ХНУРЕ посів місце у групі 501-550.
У рейтингу Webometrics Ranking of World Universities  у липні 2024 року ХНУРЕ займає 10 місце серед 316 ЗВО Україні. 
Рейтинг від порталу Освіта.ua за показниками бази даних Scopus свідчить про те, що  ХНУРЕ займав 24 місце серед ЗВО України.
ХНУРЕ на 14 місці серед українських ЗВО у рейтингу web-популярності uniRank University Ranking.
Також ХНУРЕ зайняв 33 місце серед українських університетів у міжнародному рейтингу наукових організацій SCImago Institutions Rankings 2024 року.
У рейтингу U-Multirank 2022 ХНУРЕ займає перше місце в Україні за кількістю найкращих індикаторів.
У «ТОП-200 Україна» ХНУРЕ посів 10 місце у 2024 році. 
ХНУРЕ зайняв 29 позицію у «Консолідованому рейтингу закладів вищої освіти України» в 2024 році. 
У рейтингу від «Вступ.ОСВІТА.UA» ХНУРЕ посів 10 місце серед закладів вищої освіти за кількістю осіб зарахованих на навчання за кошти державного бюджету.
2020 року ХНУРЕ посів 8 місце у рейтингу університетів для ІТ-галузі від порталу DOU-2020.

### Дослідження
Державна премія України в галузі науки і техніки в 2008 році була присуджена:
- за співучасть у роботі «Система управління фінансами в галузі освіти і науки» доктору технічних наук Семенцю Валерію Васильовичу;
- за підручник «Комп'ютерна дискретна математика» доктору технічних наук Бондаренку Михайлу Федоровичу, доктору фізико-математичних наук Руткасу Анатолію Георгійовичу, кандидату технічних наук Білоус Наталії Валентинівні згідно указу Президента України № 1121/2008 від 1 грудня 2008 року.

2013 року низці викладачів університету була присуджена Державна премія України в галузі науки і техніки 2012 року:
- за роботу «Проблемно-орієнтовані обчислювальні засоби обробки інформації в реальному часі» Миколі Сліпченку, Олегу Руденку, Олегу Сотникову, Сергію Єлакову (у співавторстві зі співробітниками Інституту кібернетики імені В. М. Глушкова НАН України, Інституту фізики напівпровідників імені В. Є. Лашкарьова НАН України та ТОВ «Побужський феронікелевий комбінат»)[132];
- за цикл підручників «Основи теорії кіл», «Електродинаміка та поширення радіохвиль» Володимиру Шокалу (посмертно), Юрію Ковалю, Володимиру Усіну, Івану Милютченку, Дмитру Грецьких (разом зі співробітниками Національного технічного університету України «Київський політехнічний інститут»)[132][133].

2014 року викладачам університету була присуджена Державна премія України в галузі науки і техніки:
- за комплект підручників з електронної техніки завідувачу кафедри технології та автоматизації виробництва радіоелектронних та електронно-обчислювальних засобів, доктору технічних наук, професору Невлюдову Ігорю Шакіровичу і професору кафедри технології та автоматизації виробництва радіоелектронних та електронно-обчислювальних засобів, кандидату технічних наук Палагіну Віктору Андрійовичу присуджена Державна премія України в  галузі  науки  і  техніки  за  2014 рік, згідно  з указом[134]  Президента України № 686/2015 від 08.12.2015 р.

2019 року викладачам університету була присуджена Державна премія України в галузі науки і техніки:
- за роботу «Інтегроване інформаційно-освітнє середовище та реабілітаційні заходи для забезпечення рівного доступу до якісної освіти осіб з особливими освітніми потребами», ректорові Харківського національного університету радіоелектроніки, докторові технічних наук, професорові, Семенцю Валерію Васильовичу, завідувачеві кафедри біомедичної інженерії, докторові технічних наук, професорові, Авруніну Олегу Григоровичу, завідувачеві кафедри комп'ютерно-інтегрованих технологій, автоматизації та мехатроніки, заслуженому діячеві науки і техніки України, докторові технічних наук, професорові Невлюдову Ігорю Шакировичу, деканові факультету автоматики і комп'ютеризованих технологій, докторові технічних наук, професорові, Филипенку Олександру Івановичу[135] згідно з указом Президента України № 418/2020 від 02.10.2020 р.

## Міжнародні партнери
Міжнародне партнерство ХНУРЕ відбувається відповідно до угод про міжнародне партнерство.
Міжнародними партнерами університету є закордонні університети та організації:
- Університет Ювяскюля, Фінляндія
- Ліннеус університет, Швеція
- Phoenix Contact GmbH & Co. KG, Німеччина
- Elsevier, Нідерланди
- Університет Ліможа, Франція
- Ганноверський університет імені Готфріда Вільгельма Лейбніца, Німеччина